# Gertrudes Martha Altschul
Gertrudes Martha Altschul (Alemanha, 1 de janeiro de 1904 — São Paulo, 1962) foi uma fotógrafa alemã que emigrou para o Brasil em 1939 no contexto das perseguições aos judeus pelo nazismo. No início de 1950, começou a frequentar o Foto Cinema Clube Bandeirante, junto a outros fotógrafos como German Lorca, Madalena Schwartz , Thomas Farkas e Geraldo de Barros, entre outros.
Com o marido Leon Altschul, abriu no centro de São Paulo uma loja de flores para chapéus, ofício que trouxeram de seu país de origem. Registros de folhagens que serviam de moldes para suas criações de moda, assim como de seu cotidiano no trabalho e com a família, marcam as primeiras aproximações de Gerturdes Altschul com a fotografia. Também são recorrentes nas suas obras objetos e materiais do seu entorno doméstico, característica esta predominante na produção artística feminina da época.

## Exposições

### Individuais nacionais
- 2015 - Uma mulher moderna, fotografias de Gertrudes Altschul, Casa da Imagem, SP[4], curadoria Isabel Amado
- 2021 - Gertrudes Altschul: Filigrana, Museu de arte de São Paulo Assis Chateaubriand[5], MASP, São Paulo, curadoria Adriano Pedrosa e Tomás Toledo